# 애니메이션박물관
애니메이션박물관은 강원특별자치도 춘천시에 있는 박물관이다.

## 연혁
- 2003년 10월 1일 개관
- 2013년 8월 춘천로봇체험관 개관
- 2016년 5월 토이로봇관 개관
- 2016년 5월 애니메이션박물관 리모델링
- 2018년 9월 1일 리모델링 재개관

## 시설 현황
| 구 분 | 구 분       | 테마 공간명                           | 면적 (m2) | 비고                      |
| 1층   | 전시/체험관 | 역사 전시 및 원리체험                 | 483.43    | 세계/한국 애니메이션 역사 |
| 1층   | 전시/체험관 | VR체험관                              | 81.91     |                           |
| 1층   | 로비        | 환영존                                | 332.43    | 방풍실 포함               |
| 1층   | 수장고      | 전시자료 보존 및 보관                 | 244.80    | 항온항습실 포함           |
| 1층   | 카페/샵     | 샵/카페                               | 375.51    | 화장실 등 포함            |
| 1층   | 사무실      | 교육실 확장                           | 88.92     | +180m2증축 예정           |
| 1층   | 기 타       | MDF/화장실 등                         | 35.30     |                           |
| 1층   | 소 계       | 소 계                                 | 1,642.3   |                           |
| 2층   | 전시/체험관 | 세계 애니 역사관/기타 체험            | 399.24    |                           |
| 2층   | 전시/체험관 | 더빙 / 폴리 체험 /주인공 체험 등 확장 | 91.00     | +180m2증축 예정           |
| 2층   | 기획전      | 기획전/기업관                         | 323.76    | 가변적 공간 활용          |
| 2층   | 복도        | 포스터의 역사                         | 61.65     |                           |
| 2층   | 카페        | 구름빵 카페                           | 91.08     |                           |
| 2층   | 기 타       | 공조실/화장실 등                      | 87.83     |                           |
| 2층   | 소 계       | 소 계                                 | 1,054.56  | +360m2 증축 예정          |

## 관람 안내
- 개관시간 : 오전 10시
- 입장마감 : 오후 5시
- 폐관시간 : 오후 6시

## 같이 보기
- 강원정보문화진흥원